# Новонікольське сільське поселення (Єльниківський район)
Новоні́кольське сільське поселення (рос. Новоникольское сельское поселение) — муніципальне утворення у складі Єльниківського району Мордовії, Росія. Адміністративний центр — село Новонікольське.

## Населення
Населення — 311 осіб (2019, 454 у 2010, 667 у 2002).

## Склад
До складу поселення входять такі населені пункти:
| Населений пункт      | Населення, осіб (2002) | Населення, осіб (2010) |
| -------------------- | ---------------------- | ---------------------- |
| Муравлянка, село     | 146                    | 104                    |
| Новонікольське, село | 287                    | 163                    |
| Соф'їно, селище      | 234                    | 187                    |